# جون سامويلسن
جون سامويلسن (بالنرويجية البوكمول: Jone Samuelsen)‏ (6 يوليو 1984 بستافانغر في النرويج - ) هو لاعب كرة قدم نرويجي في مركز الوسط. شارك مع منتخب النرويج تحت 16 سنة لكرة القدم ومنتخب النرويج تحت 17 سنة لكرة القدم ومنتخب النرويج تحت 18 سنة لكرة القدم ومنتخب النرويج تحت 19 سنة لكرة القدم ومنتخب النرويج تحت 20 سنة لكرة القدم ومنتخب النرويج تحت 21 سنة لكرة القدم ومنتخب النرويج لكرة القدم. أما مع النوادي، فقد لعب مع نادي أود ونادي شايد ونادي فيكينغ ونادي هاوغسوند.

## وصلات خارجية
- جون سامويلسن على موقع IMDb (الإنجليزية)

- جون سامويلسن على موقع اتحاد النرويج (النرويجية)
- جون سامويلسن على موقع قاعدة بيانات كرة القدم.إي يو (الإنجليزية)
- جون سامويلسن على موقع ناشيونال فوتبول تيمز (الإنجليزية)
- جون سامويلسن على موقع Soccerway.com (الإنجليزية)
- جون سامويلسن على موقع عالم كرة القدم.نت (الإنجليزية)